# The Amityville Horror (film)
The Amityville Horror är en amerikansk långfilm från 2005 i regi av Andrew Douglas.
Filmen släpptes i USA den 15 april 2005 av Metro-Goldwyn-Mayer Pictures och Dimension Films. Filmen fick negativa recensioner från kritiker, med många som kände att den inte levererade något nytt och kallade den icke-originell till originalfilmen. Filmen samlade 108 miljoner dollar på en budget på 19 miljoner dollar.

## Handling
Familjen Lutz flyttar in i vad de tror är drömhuset. Tidigare bodde där en familj där sonen, Ronald DeFeo, Jr. mördade sina föräldrar och syskon. Han påstod efteråt att han hörde röster som sade åt honom att mörda. Det dröjer inte länge förrän även den nya familjen får höra röster och börjar ana att det spökar i huset.

## Om filmen
Filmen är en nyinspelning av Huset som Gud glömde från 1979.

## Skådespelare (urval)
- Ryan Reynolds - George Lutz
- Melissa George - Kathy Lutz
- Jesse James - Billy Lutz
- Jimmy Bennett - Michael Lutz
- Chloë Grace Moretz - Chelsea Lutz
- Rachel Nichols - Lisa
- Philip Baker Hall - Callaway, präst